# Rank forglemmigej
Rank forglemmigej (Myosotis stricta) er en enårig, 5-15 centimeter høj plante i rublad-familien. Den ligner bakkeforglemmigej, men stænglens nedre del har krogformede hår og ved frugtmodning er frugtstilkene oprette og meget kortere end bægeret.
I Danmark er rank forglemmigej temmelig almindelig på skrænter og sandede overdrev. Den blomstrer i april og maj.